# 延長 (日本の道路)
日本の道路における延長（えんちょう）とは、道路法の規定に基づき指定または認定された路線の長さのこと。通常、道路の中心線上を測定した長さをいう。

## 延長の定義
国や都道府県が発行する道路現況調書や路線認定調書などに記載される延長の定義を以下に示す。

### 総延長
道路法の規定に基づき指定または認定された路線における起点から終点までの延長（重用延長、未供用延長、実延長および渡船延長を加えた延長）。

### 実延長
総延長から重用延長、未供用延長、渡船延長を除いた延長。

### 重用延長
道路法第11条第1項から第3項までの規定により、上級の路線に重複している区間（重用区間）の延長。同一道路種別の重用延長については、路線番号の小さい路線に重複している区間の延長をいう。また、交差点内においても上記と同様に取り扱う。

### 未供用延長
路線の指定および認定の告示がなされているが、まだ供用開始の告示がなされていない区間の延長。

### 渡船延長
海上、河川、および湖沼を通過するための公営渡船施設のうち、道路法の規定に基づき供用開始されている区間の延長。民営の渡船施設については、未供用延長として取り扱う。

### 現道
旧道、新道を除いた区間の道路の延長。

### 旧道
バイパス等の改築によって、改築前の元の道路が他の道路として構成されず、かつ同一路線中に重用区間がある場合でその元の道路の区間の延長。

### 新道
バイパス部分等が現道に連結されずに、部分的にのみ供用されている区間の延長。